# Martynas Džiaugys
Martynas Džiaugys (Kaunas, URSS, 8 de noviembre de 1986) es un deportista lituano que compite en remo.
Ganó una medalla de oro en el Campeonato Mundial de Remo de 2017 y tres medallas en el Campeonato Europeo de Remo entre los años 2016 y 2020.

## Palmarés internacional
| Campeonato Mundial | Campeonato Mundial        | Campeonato Mundial | Campeonato Mundial |
| Año                | Lugar                     | Medalla            | Prueba             |
| ------------------ | ------------------------- | ------------------ | ------------------ |
| 2017               | Sarasota (Estados Unidos) | Medalla de oro     | Cuatro scull       |
| Campeonato Europeo |                           |                    |                    |
| Año                | Lugar                     | Medalla            | Prueba             |
| 2016               | Brandeburgo (Alemania)    | Medalla de plata   | Cuatro scull       |
| 2017               | Račice (República Checa)  | Medalla de oro     | Cuatro scull       |
| 2020               | Poznań (Polonia)          | Medalla de bronce  | Cuatro scull       |